# Marhanets
Marhanets (ukrainsk: Ма́рганець (tr. Márhanets); russisk: Марганец (tr. Marganets); opkaldt efter grundstoffet mangan) er en by i den sydlige del af Ukraine. Den ligger i det ukrainske oblast Dnipropetrovsk ved Kakhovskereservoiret på floden Dnepr. Byen har 44.980 (2022) indbyggere.